# ガエア (クレーター)
ガエア (Gaea) は、木星の衛星アマルテアのクレーターである。このクレーターは幅75km、深さは少なくとも10から20kmである。 中心の座標は50°S、95°Wである。Gaeaはアマルテアの2つの命名されたクレーターの1つで、もう1つはPanである。ギリシア神話の地母神ガイアより名づけられた。
Gaeaの内側は明るいスポットで覆われており、これはアマルテアで最大である。その明るさは外側より少なくとも2.3倍明るい。そのスポットは、幅約25kmでクレーターの外側に伸びて行くように見える。
Gaeaはアマルテアの南極点の近くに位置し、それは2つの明るいエリアLyctos FaculaとIda Faculaのはるか南であり、子午線に沿って伸びて行く 目立った山の斜面に位置している。